# Mihael Brigido
Baron Mihael Brivido, rimskokatoliški duhovnik, nadškof in metropolit se je rodil leta 1741 v Trstu, kjer je tudi umrl leta 1816.

## Življenjepis
Bil je član istrske družine baronov, ki je imela posestva v Brezovici in Lupoglavi. V Gradcu je študiral teologijo.  25. aprila 1788 je bil imenovan za ljubljanskega nadškofa in metropolita in ga je kardinal in dunajski nadškof Christoph Bartholomäus Anton Migazzi 8. junija 1788 umestil. Leta 1806 je bil premeščen in je postal škof v Spižu (danes Spiš na Slovaškem), kjer je deloval do smrti, umrl pa je v Trstu, kamor je šel na kratek obisk. 
Bil je tudi cesarjev svetovalec, jožefinski razsvetljenec, vendar janzenističnega mišljenja. Bil je bolj umirjenega značaja, zato ni prišel v nasprotje s cerkvenimi dogmami in nauki. Tako je bil naklonjen rigorizmu, prenovi cerkvene discipline in janzenističnemu cerkvenemu pravu. Jožefinskih bogoslužnih reform ni izvajal v celoti in ni bil kos preprostim slovenskim pridigam.
Leta 1806 je papež Pij VII. ljubljansko nadškofijo sprva ukinil in jo po imenovanju novega škofa neposredno podredil Rimu, tako je ostalo vse do leta 1830. 